# Turbicellepora laevis
Turbicellepora laevis är en mossdjursart som först beskrevs av William Aitcheson Haswell 1881.  Turbicellepora laevis ingår i släktet Turbicellepora och familjen Celleporidae. Inga underarter finns listade i Catalogue of Life.